# Somerset Island (ö i Bermuda)
Somerset Island är en ö i Bermuda (Storbritannien).   Den ligger i parishen Sandys, i den västra delen av landet, 8 km väster om huvudstaden Hamilton. Arean är 2,8 kvadratkilometer.
Terrängen på Somerset Island är platt. Öns högsta punkt är 77 meter över havet.